# Palaeocoleus sypnoides
Palaeocoleus sypnoides är en fjärilsart som beskrevs av Butler 1886. Palaeocoleus sypnoides ingår i släktet Palaeocoleus och familjen nattflyn. Inga underarter finns listade i Catalogue of Life.